# Aplatizare

Un cerc de rază a aplatizat la o elipsă

O sferă de rază a aplatizată la un elipsoid de revoluție.

Aplatizarea este o măsură a contracției unui cerc sau a unei sfere de-a lungul unui diametru pentru a forma o elipsă, respectiv un elipsoid de revoluție (Sferoid). Notația obișnuită pentru aplatizare este f și definiția sa în funcție de semiaxele elipsei sau elipsoidului rezultat este:
{\displaystyle f={\frac {a-b}{a}}.}
Factorul de aplatizare este {\displaystyle {\frac {b}{a}}\,\!} în ambele cazuri.

## Definiții
Există trei variante de aplatizare. Atunci când este necesar să se evite confuzia, aplatizarea principală se numește prima aplatizare.
Mai jos, a este dimensiunea mai mare (de exemplu, semiaxa mare), iar b este cea mai mică (semiaxa mică). Pentru un cerc toate aplatizările sunt zero (a = b).
| (Prima) aplatizare | {\displaystyle f}                            | {\displaystyle {\frac {a-b}{a}}}   | Fundamentală. Elipsoizii de referință geodezici sunt caracterizați prin {\displaystyle {\frac {1}{f}}.\,\!} |
| A doua aplatizare  | {\displaystyle f^{\prime }}                  | {\displaystyle {\frac {a-b}{b}}}   | Rar folosită.                                                                                               |
| A treia aplatizare | {\displaystyle n,\quad (f^{\prime \prime })} | {\displaystyle {\frac {a-b}{a+b}}} | Folosită în calculele geodezice ca un mic parametru de expansiune.                                          |

## Identități
Aplatizările sunt legate de alți parametri ai elipsei. De exemplu:
{\displaystyle {\begin{aligned}b&=a(1-f)=a\left({\frac {1-n}{1+n}}\right),\\e^{2}&=2f-f^{2}={\frac {4n}{(1+n)^{2}}}.\\\end{aligned}}}
unde {\displaystyle e} este excentricitatea.